# 유재이
유재이(본명: 이예현, 1995년 6월 25일 ~ )은 대한민국의 배우이자 모델이다.

## 학력
- 서울예술대학 연기과 전문학사

## 출연작

### 드라마
- 2016년 KBS2 수목드라마 《마스터 - 국수의 신》 - 어린 고강숙 역 (이일화 아역)
- 2016년 웹드라마 《아름다운 소통 7》
- 2017년 KBS1 일요드라마 《안단테》 - 이시영 역
- 2018년 KBS1 일일드라마 《내일도 맑음》
- 2019년 MBC 수목드라마 《어쩌다 발견한 하루》- 김수향 역
- 2023년 KBS2 주말드라마 《진짜가 나타났다!》- 공유명 역

### 영화
- 《비밥바룰라》 (2018년) - 예인 역
- 《인턴형사 오견식》 (2019년)

### 뮤직비디오
- 《임창정 - 하루도 그대를 사랑하지 않은 적이 없었다》 - 임창정 (2018년)
- 《멜로망스 - 찬란한 하루》